# Abortfliege
Die Abortfliege (Psychoda grisescens, Syn.: Psycha grisescens) ist eine Mücke aus der Familie der Schmetterlingsmücken (Psychodidae).

## Merkmale
Die Mücken haben eine Flügellänge von etwa 1,5 Millimetern. Ihr Körper ist bräunlichgrau gefärbt, an den Flügelrändern befinden sich kleine, weiße Punkte. Die Fühlerglieder sind basal rundlich verdickt, an diesen Verdickungen entspringen ästige Verzweigungen, mit vorne drei Ästen. An den Hinterleibsanhängen ist die Gonostyle gleich lang wie die Gonocoxite, erstere ist an den vom Körper weggerichteten Enden zugespitzt.

## Lebensweise und Verbreitung
Die Tiere kommen in Europa verbreitet vor. Man findet sie vor allem in Toiletten, wo sich die Larven in den Abflüssen von organischen Materialien ernähren. Die Imagines sitzen meistens an den Wänden oder laufen darauf umher. Ihre kurzen Flüge erscheinen auf Grund ihrer geringen Größe als Sprünge. Die Art wird zunehmend durch vermehrte Desinfektion verdrängt.

## Belege